# Alice di Baux

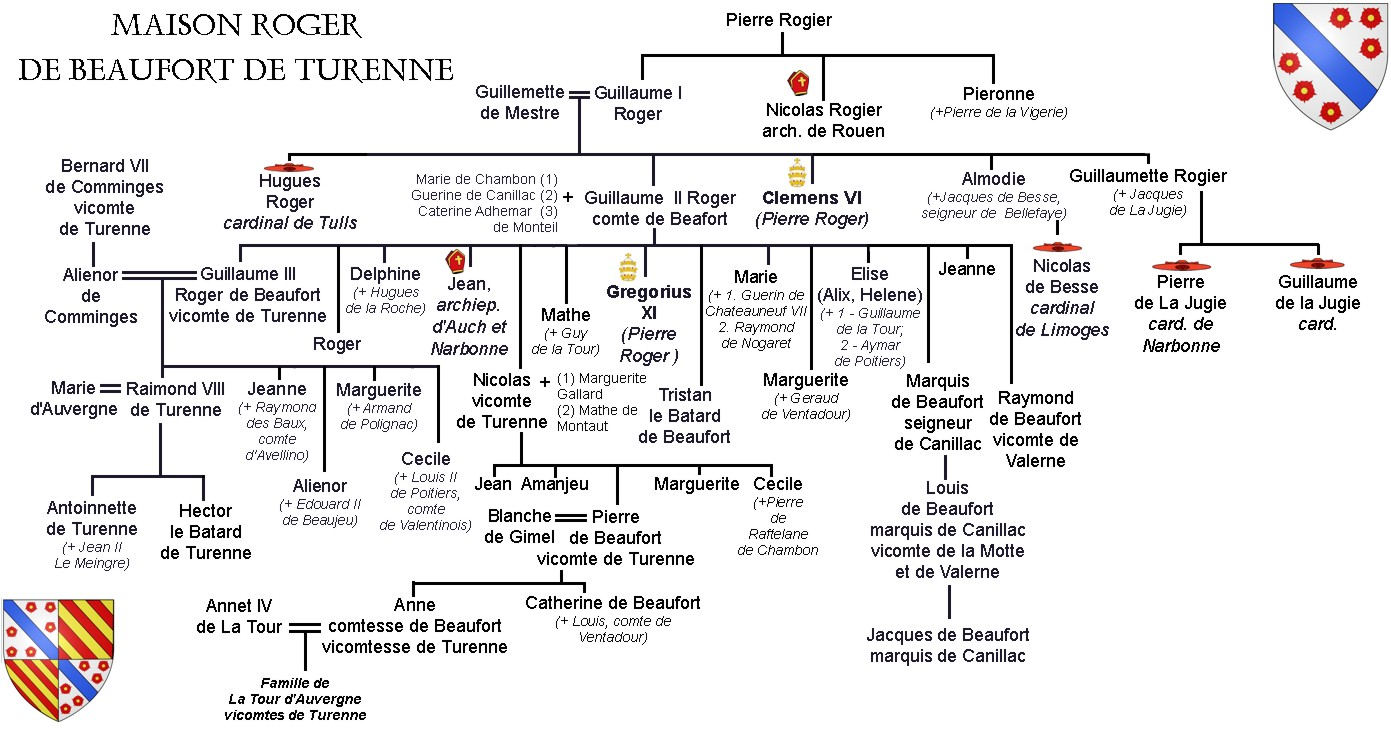
Albero genealogico dei Roger di Beaufort, alleati della Casa di Baux

Alice di Baux, o del Balzo (in francese Alix des Baux) (1365 circa – Les Baux-de-Provence, 7 ottobre 1426), 17ª signora di Baux e 9ª contessa di Avellino, è stata l'ultima donna regnante della Casa di Baux, dal 1375 alla sua morte, e anche contessa consorte di Ginevra dal 1400 al 1401. Alice prima fu sotto la tutela di suo nonno Guglielmo III Roger di Beaufort, visconte di Turenna, e suo zio Raimondo di Turenna e dal 1380 di suo marito Oddone di Villars.

## Origine
Secondo il documento n° 1462 del Inventaire chronologique et analytique des chartes de la maison de Baux, Alice era la figlia primogenita del conte di Avellino, Raimondo III (1351-1372) e di Giovanna Roger di Beaufort, figlia del visconte di Turenna, Guglielmo III Roger, nipote di papa Gregorio XI, nato Pierre Roger de Beaufort e sorella del futuro visconte di Turenna, Raymond-Louis Roger di Beaufort.

## Biografia
Nel 1367, suo padre fece testamento, nominando suo erede universale il figlio che stava per nascere, se maschio (come in effetti fu) e stabilendo un lascito per Alice, come da documento n° 1462 del Inventaire chronologique et analytique des chartes de la maison de Baux.

Alla morte del padre, Raimondo, nel 1372, come conte di Avellino, gli succedette il fratello, Giovanni, sotto tutela della madre, Giovanna Roger di Beaufort, che ricevette l'autorizzazione della regina Giovanna, come da documento n° 1505 del Inventaire chronologique et analytique des chartes de la maison de Baux, datato febbraio  1373.
Il 28 gennaio del 1375, come da documento n° 1514 del Inventaire chronologique et analytique des chartes de la maison de Baux, Guglielmo III Roger di Beaufort venne nominato tutore di Giovanni e Alice, nella città di Avignone da Niccolò Spinelli, siniscalco di Provenza della regina Giovanna, in quanto la madre dei piccoli, Giovanna Roger di Beaufort, sta per risposarsi in seconde nozze. Colpito da un attacco di gotta, Guglielmo diede a suo figlio maggiore, Raimondo di Turenna, il suo tutoraggio su Alice. Questo non gli impedì, alla fine di agosto 1380, con il pretesto di presentare la sua nipote alla Corte Pontificia del nuovo papa, Clemente VII, di portarla ad Avignone. Lì venne sposata contro la sua volontà e senza il consenso della famiglia del padre, ad Oddone di Villars, figlio di Agnese di Montaigu e secondo il documento n° 3338 del Titres de la maison ducale de Bourbon, par m. Huillard-Bréholles, Volume 1 di Giovanni di Thoire-Villars, che secondo il documento n° 28477 del Regeste dauphinois, era figlio del signore di Thoire-Villars, Umberto V di Thoire-Villars e della moglie, Eleonora di Beaujeu.
Sempre nel 1375, lo zio Bertrando del Balzo (Bertrandus de Baucio miles dominus castrorum de Brantulis et Carombo), nel suo testamento, datato agosto, dichiarò Alice (Helisiam de Baucio neptem meam filiam legitimam naturalem magnifici viri Raymundi domini quondam Baucii et comitis Avelini) sua erede universale, come riportano le Preuves du livre II de l'Histoire généalogique de la maison de Turenne.

Probabilmente in quella data Alice era già contessa di Avellino in quanto il documento n° 1519 del Inventaire chronologique et analytique des chartes de la maison de Baux, datato settembre di quello stesso anno, della madre, Giovanna Roger di Beaufort, che accetta la nomina a tutore del padre, Guglielmo III, cita solo Alice e non più il figlio maschio, Giovanni<ref(FR)  #ES Inventaire chronologique et analytique des chartes de la maison de Baux, doc. 1519, pagg. 436 e 437</ref>.
Nel mese di maggio 1390, suo marito, Oddone di Villars fu nominato Rettore del Contado Venassino, dal Papa Clemente VII. Il 20 dello stesso mese, il nuovo Rettore e sua moglie fecero il loro ingresso trionfale in Carpentras.
Nel 1393, Oddone e Alice (messire Odes de Villars et sa fame), si impegnarono a cedere i loro diritti nella baronia di Baux al visconte, Raimondo di Turenna, zio di Alice, come riportano le Preuves du livre II de l'Histoire généalogique de la maison de Turenne.
L'8 ottobre del 1399, in occasione della riunione degli Stati di Provenza, dinanzi a Luigi II e in nome di Alice, Oddone di Villars rese omaggio per i feudi di Les Baux-de-Provence, Montpaon Saint-Martin-de-Castillon, Mouriès, Éguilles e Séderon che la contessa di Avellino possedeva in Provenza e nelle terre adiacenti.
Il cugino di suo marito, Umberto di Villars, Conte di Ginevra, morì nel 1400, e, suo marito, Oddone di Villars, gli succedette come conferma Le Grand dictionnaire historique, Volume 5.

L'anno seguente, suo marito, Oddone vendette la contea al conte di Savoia, Amedeo VIII; l'atto di vendita è riportato nelle Preuves della Histoire de Bresse et de Bugey. Partie 4. I suoi eredi contestarono questa vendita con un processo legale che continuò sino al 1422, anno in cui l'imperatore Sigismondo, che l'aveva avocata all'impero nel 1411, l'infeudò ufficialmente ad Amedeo VIII, con una lettera datata 25 aprile..
Il 4 aprile del 1402, a Brantes, ai piedi del Ventoux, Alice e Oddone di Villars (Alix de Baux comtesse d’Avellin et Odon de Villars) donarono al nipote di Oddone, Philippe de Lévis, i feudi di Brantes, Plaisians e le loro dipendenze, i possedimenti di Saint-Marcel, Roquefort, Castellet, Cassis e Port-Miou, dipendente della baronia di Aubagne, La Fare-les-Oliviers e Éguilles. Suo nipote in cambio doveva essere il suo garante nei confronti di Raimondo di Turenna in ossequio di un accordo tra il visconte, lui e sua moglie Alice. In caso di mancato rispetto dell'accordo da parte di Alice e Oddone, questi ultimi avrebbero dovuto pagare 50.000 fiorini a Raimondo di Turenna, come da documento n° 1692 del Inventaire chronologique et analytique des chartes de la maison de Baux.

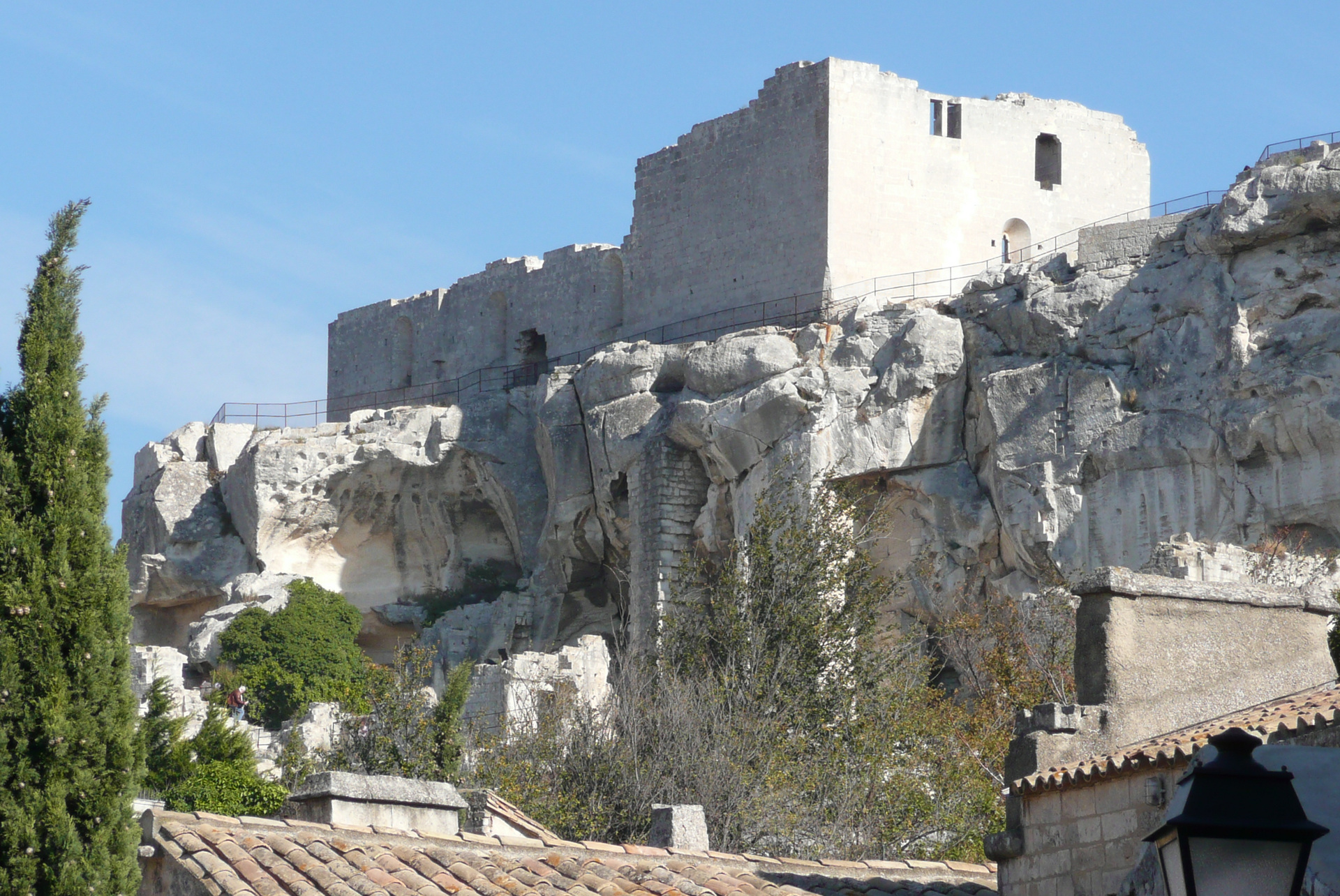
Il castello di Baux

Il matrimonio tra Oddone di Villars e Alice di Baux fu annullato da Benedetto XIII nel 1408. Alice era allora contessa di Avellino e baronessa di Baux. A questi titoli e feudi, ereditati dal padre, si aggiunsero quelli lasciati in eredità dai suoi zii e cugini.

Dopo la morte di Oddone, morto all'inizio del 1418; infatti il documento n° 5094 del Titres de la maison ducale de Bourbon, par m. Huillard-Bréholles, Volume 2, datato febbraio di quello stesso anno, riporta che Alice era vedova ed ebbe una disputa per una questione di eredità del defunto marito.
Molto probabilmente in quello stesso anno (1418), Alice si risposò, in seconde nozze, con Corrado (anche lui al suo secondo matrimonio, era vedovo di Maria, figlia di Giovanni III di Vergy), conte di Freiburg im Breisgau e Neuchâtel, questo secondo matrimonio viene ricordato da Alice, nel suo testamento.

Nel 1424, Alice rimase vedova, Corrado morì il 16 aprile.
Morì il 7 ottobre del 1426 a Les Baux dopo aver fatto testamento sul letto di morte. Ai suoi soliti titoli, aveva aggiunto quelli di contessa di Neuchâtel e Beaufort e di viscontessa di Turenne. Incaricò il suo capitano Gigondas Siffroy di consegnare la fortezza di Les Baux al cugino, Guglielmo del Balzo-Andria. Fu sepolta secondo la sua volontà nella chiesa dei Frati Minori di Avignone; il testamento è riportato nel le Preuves du livre II de l'Histoire généalogique de la maison de Turenne.
Alla sua morte, tutti i domini vennero confiscati dai Conti di Provenza.

## Figli
Alice non diede figli né a Oddone, né a Corrado.

### Fonti primarie
- (LA, FR)  Regeste dauphinois.
- (LA, FR)  Histoire de Bresse et de Bugey. Partie 4.
- (LA, FR)  Preuves du livre II de l'Histoire généalogique de la maison de Turenne.

### Letteratura storiografica
- (FR)  Le Grand dictionnaire historique, Volume 5.
- (FR)  Histoire de Savoie
- (FR)  Inventaire chronologique et analytique des chartes de la maison de Baux.
- (FR)  Titres de la maison ducale de Bourbon, par m. Huillard-Bréholles, Volume 1.
- (FR)  Titres de la maison ducale de Bourbon, par m. Huillard-Bréholles, Volume 2.
- (FR)  L.Barthélemy, Inventaire du château des Baux, Revue des sociétés savantes, 8ème série, T. VI, 1877
- (FR)  L. Barthélemy, Inventaire chronologique et analytique des chartes de la maison des Baux, Marsiglia, 1882
- (FR)  L. Paulet, Les Baux et Castillon : Histoire des communes des Baux, du Paradou, de Maussane et de Mouriès, Saint-Rémy di Provenza, 1902
- (FR)  P. Destandau, Documents inédits sur la ville des Baux, T. III, Mémoires de l'Académie du Vaucluse, 1903
- (FR)  Claude Faure, Études sur l'administration et l'histoire du Comtat Venaissin du XIIIe au XIVe siècle (1229 – 1417), Parigi-Avignone, 1909.
- (FR)  G. Noblemaire, Histoire de la Maison des Baux, Parigi, 1913
- (FR)  Fernand Benoit, Les Baux, Parigi, 1928
- (FR)  O. Maufras, Le castrum des Baux de Provence : histoire d'un site fortifié médiéval, Provence Historique, 40, fasc. 159, 1990
- (FR)  Régis Veydarier, Raymond de Turenne dans l'historiographie provençale : une mythe national ? dans Évènement, identité et histoire (Cl. Dolan), Sillery, 1991.
- (FR)  Régis Veydarier, Raymond de Turenne, la deuxième maison d'Anjou et de Provence : étude d'une rébellion nobiliaire à la fin du Moyen Âge, tesi dell'Università di Montréal (Québec) 1994.